# Francis Schewetta
Francis Schewetta (* 29. August 1919 in Île-de-Bréhat; † 8. Oktober 2007 in Saint-Maurice, Département Val-de-Marne) war ein französischer Sprinter, der sich auf den 400-Meter-Lauf spezialisiert hatte.
Bei den Olympischen Spielen 1948 in London erreichte er das Viertelfinale. In der 4-mal-400-Meter-Staffel gewann er mit der französischen Mannschaft in der Besetzung Jean Kerebel, Schewetta, Robert Chef d’Hôtel und Jacques Lunis die Silbermedaille hinter dem US-Team und vor der Stafette aus Schweden.
Bei den Leichtathletik-Europameisterschaften 1950 in Brüssel kam er in der 4-mal-400-Meter-Staffel mit dem französischen Team auf den vierten Platz.
Bei den französischen Meisterschaften wurde er 1947 Sechster, 1948 Zweiter, 1949 Dritter und 1950 Vierter.
Francis Schewetta startete für Stade Rennais.